# آکانه تاکتو

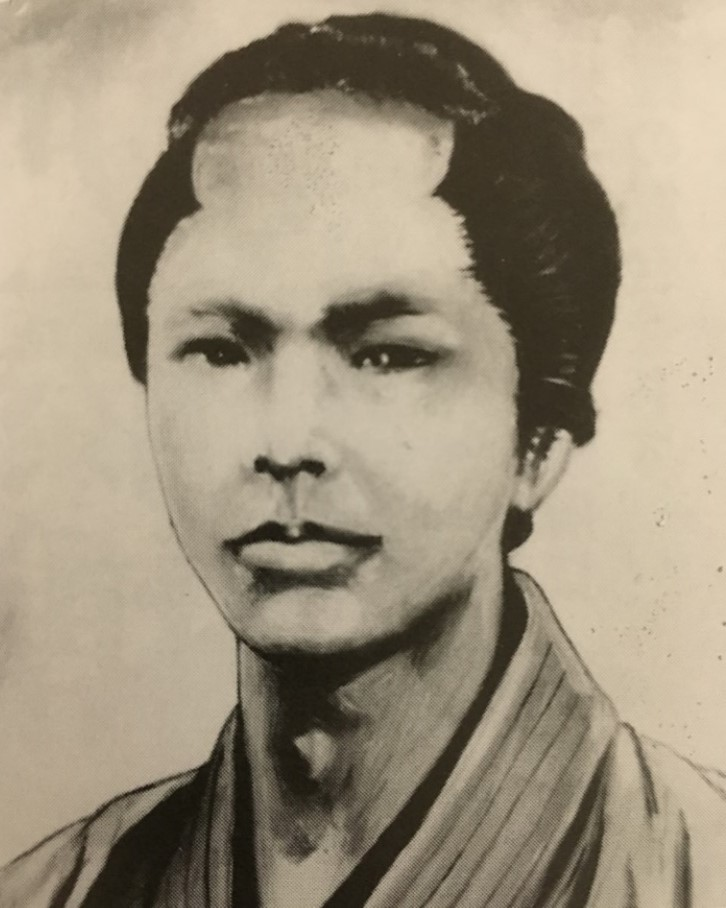

آکانه تاکتو (به ژاپنی: 赤禰武人) (۱۸۶۶ – ۱۸۳۸ میلادی) یک سامورایی در دوره باکوماتسو از اهالی قلمروی چوشو بود. یکی از رهبران کیهیتای بود.